# Dia Azzawi
 (septembre 2022).
La mise en forme du texte ne suit pas les recommandations de Wikipédia : il faut le « wikifier ».
Les points d'amélioration suivants sont les cas les plus fréquents :
- Les titres sont pré-formatés par le logiciel. Ils ne sont ni en capitales, ni en gras.
- Le texte ne doit pas être écrit en capitales (les noms de famille non plus), ni en gras, ni en italique, ni en « petit »…
- Le gras n'est utilisé que pour surligner le titre de l'article dans l'introduction, une seule fois.
- L'italique est rarement utilisé : mots en langue étrangère, titres d'œuvres, noms de bateaux, etc.
- Les citations ne sont pas en italique mais en corps de texte normal. Elles sont entourées par des guillemets français : « et ».
- Les listes à puces sont à éviter, des paragraphes rédigés étant largement préférés. Les tableaux sont à réserver à la présentation de données structurées (résultats, etc.).
- Les appels de note de bas de page (petits chiffres en exposant, introduits par l'outil «  Source ») sont à placer entre la fin de phrase et le point final[comme ça].
- Les liens internes (vers d'autres articles de Wikipédia) sont à choisir avec parcimonie. Créez des liens vers des articles approfondissant le sujet. Les termes génériques sans rapport avec le sujet sont à éviter, ainsi que les répétitions de liens vers un même terme.
- Les liens externes sont à placer uniquement dans une section « Liens externes », à la fin de l'article. Ces liens sont à choisir avec parcimonie suivant les règles définies. Si un lien sert de source à l'article, son insertion dans le texte est à faire par les notes de bas de page.
- La présentation des références doit suivre les conventions bibliographiques. Il est recommandé d'utiliser les modèles {{Ouvrage}}, {{Chapitre}}, {{Article}}, {{Lien web}} et/ou {{Bibliographie}}. Le mode d'édition visuel peut mettre en forme automatiquement les références.
- Insérer une infobox (cadre d'informations à droite) n'est pas obligatoire pour parachever la mise en page.

Pour une aide détaillée, merci de consulter Aide:Wikification.
Si vous pensez que ces points ont été résolus, vous pouvez retirer ce bandeau et améliorer la mise en forme d'un autre article.
Dia Al-Azzawi (arabe : ضياء العزاوي), né en 1939 à Bagdad, est un peintre et sculpteur irakien et l’un des pionniers de l’art arabe moderne. Son travail se caractérise par l'intégration de caractères calligraphiques arabes dans ses peintures. Il a fondé le groupe artistique irakien connu sous le nom  Al-Ru’yah al-Jadida (Nouvelle Vision). Il vit en ce moment à Londres.

## Biographie
Dia al-Azzawi est né en 1939 à Bagdad, dans le quartier traditionnel d'al-Fadhil au centre duquel son père tient une épicerie.
Dia Azzawi étudie d’abord l'archéologie au Collège des Beaux-Arts de Baghdad, et obtient son diplôme en 1962. Il se forme ensuite auprès de l'éminent artiste irakien Hafidh al-Droubi à l'Institut des Beaux-Arts, dont il obtient le diplôme en 1964,.
Il étudie à la fois l'art des anciennes civilations et la peinture européenne. Azzawi explique que ce contraste entre les principes artistiques européens et son héritage culturel font partie de son art.
Ses connaissances en archéologie l'ont beaucoup influencé, notamment les mythes de Gilgamesh et celui de l'Imam Hussein, une personnalité musulmane hautement respectée.
Il est directeur du département des antiquités à Bagdad de 1968 à 1976, puis directeur artistique du centre culturel irakien à Londres, où il fut le commissaire de plusieurs expositions. Dans cette fonction, il est aussi le premier directeur du magazine, Ur (1978-1984), publié par le centre culturel.
Il est également éditeur pour la revue Funoon Arabiyyah (1981-1982) et membre du conseil de rédaction de la revue académique Mawakif.
En 1968, il fonde le groupe artistique irakien, Al-Ru’yah al-Jadida (Nouvelle Vision) et rédige le manifeste Towards a New Vision, co-signé par Ismail Fatah Al Turk.
Al-Ru’yah al-Jadida prône un style artistique libre qui encourage les artistes à rester fidèles à leur époque tout en puisant leur inspiration dans leur héritage et leurs traditions,. 
Il est également membre du groupe One Dimension fondé par Shakir Hassan Al Said, qui se distancie des mouvements artistiques arabes antérieurs jugés trop focalisés sur les modèles esthétiques européens.
Dia Azzawi est l’un des pionniers de l’art arabe moderne avec un intérêt particulier pour l’incorporation de la tradition arabe, notamment la calligraphie, dans des compositions modernes,,,.